# Hockessin (Delaware)
Hockessin je naseljeno područje za statističke svrhe u američkoj saveznoj državi Delaware. Prema popisu stanovništva iz 2010. u njemu je živjelo 13.527 stanovnika.